# Okklusion (Zahnmedizin)
Die Okklusion (Verschließung, Verschluss) ist jeglicher Kontakt zwischen den Zähnen des Oberkiefers und des Unterkiefers. Die Kontaktpunkte liegen auf der Okklusionsebene, die nicht plan, sondern in der Sagittalen (Spee-Kurve) und der Transversalen (Wilson-Kurve) gekrümmt (fachsprachlich: verwunden) ist. Gängig, aber von den Fachgesellschaften nicht mehr akzeptiert, ist die Ansicht, Okklusion sei nur die Schlussbissstellung, also die maximale Interkuspidation (lateinisch cuspis ‚der Höcker‘).
Man unterscheidet im Detail:

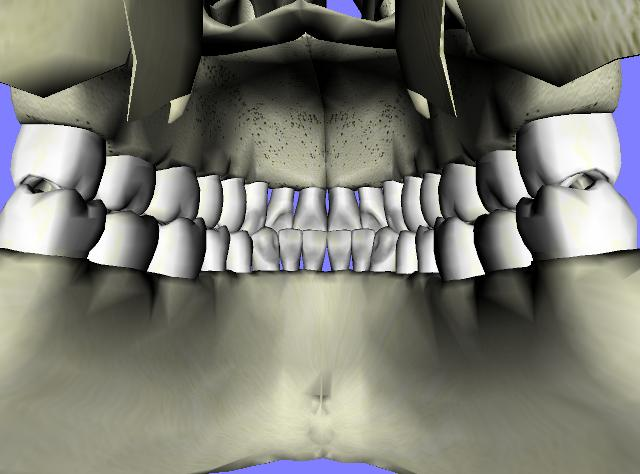
Zentrische Okklusion (Blick von dorsal [von hinten nach vorn] auf die Zahnreihen)

- Statische Okklusion: Zahnkontakte ohne Bewegung des Unterkiefers
- Maximale Interkuspidation: Unterkieferhaltung, bei der maximaler Vielpunktkontakt zwischen Unterkiefer- und Oberkieferzähnen besteht. Statische Okklusion mit maximalem Vielpunktkontakt
- Habituelle Okklusion: Gewohnheitsmäßig eingenommene statische Okklusion
- Zentrische Okklusion: Maximale Interkuspidation bei zentrischer Kondylenposition (Kondylus ist in diesem Fall das Gelenkköpfchen des Kiefergelenks)

## Definitionen

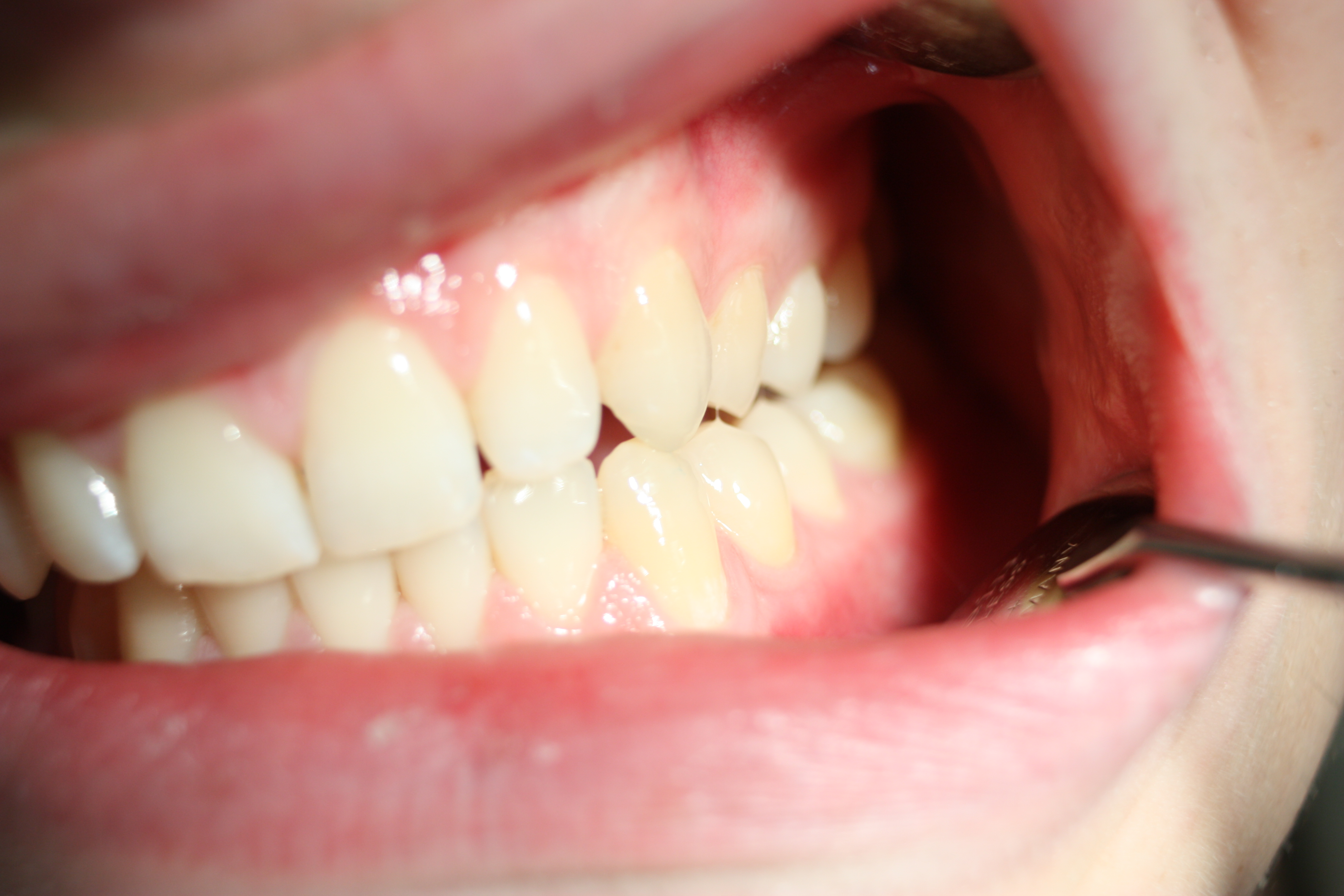
Eckzahnführung

Die Deutsche Gesellschaft für Zahn-, Mund- und Kieferheilkunde (DGZMK) definiert Typen der Okklusion wie folgt:
- Okklusion: Jeder Kontakt zwischen den Zähnen des Ober- und Unterkiefers.
- Statische Okklusion (englisch static occlusion): Zahnkontakte ohne Bewegung des Unterkiefers in maximaler Interkuspidation.
- Dynamische Okklusion (engl. dental articulation, auch dynamic occlusion): Zahnkontakte, die infolge einer Bewegung des Unterkiefers entstehen.
- Habituelle Okklusion: Gewohnheitsmäßig eingenommene statische Okklusion
- Zentrische Okklusion (engl. centric occlusion): Statische Okklusion in zentrischer Kondylenposition.
- Frontzahnführung (engl. incisal guidance): dynamische Okklusion zwischen Ober- und Unterkieferfrontzähnen
- Eckzahnführung (engl. canine guidance; auch cuspid guidance, canine rise): dynamische Okklusion zwischen Ober- und Unterkiefereckzähnen.
- Gruppenführung (engl. group function): dynamische Okklusion zwischen mehreren Zähnen auf der Laterotrusionsseite.
- Okklusionskonzepte (engl. occlusal concepts): Frontzahngestützte Okklusion (engl. anterior protected articulation) -Okklusionskonzept mit Frontzahnführung, die zur Disklusion aller übrigen Zähne führt.
- Eckzahngeschützte Okklusion (engl. canine-protected articulation): Okklusionskonzept mit Eckzahnführung, die zur Disklusion aller übrigen Zähne führt.
- Unilateral geführte Okklusion (engl. group function): Okklusionskonzept mit Führung der Zähne der Laterotrusionsseite, die zur Disklusion aller übrigen Zähne führt (siehe Gruppenführung).
- Bilateral geführte Okklusion (bilateral balanced occlusion; auch balanced articulation): Okklusionskonzept mit Führung der Zähne zur Laterotrusions- und Mediotrusionsseite (balancierte Okklusion).
- Okklusionsstörungen (engl. occlusal disturbances), dazu gehören:
  - Nonokklusion (engl. nonocclusion): Fehlender Antagonistenkontakt bei vorhandener Bezahnung.
  - Vorkontakt (auch Frühkontakt) (engl. deflective occlusal contact): Vorzeitiger Kontakt eines Zahnes oder einer Zahngruppe in statischer/dynamischer Okklusion
  - Zentrischer Vorkontakt (engl. defflective occlusal contact): Vorzeitiger Kontakt eines Zahnes oder einer Zahngruppe in zentrischer Kondylenposition, der bei Einnehmen der habituellen Okklusion den Kondylus in eine exzentrische Position führt.
  - Traumatisierende Okklusion (engl. traumatogenic occlusion): Vorkontakte in statischer und/oder dynamischer Okklusion, die zur Schädigung des Zahnes und/oder des Parodontiums führen.